# 617. peruť RAF
617. peruť (anglicky No. 617 Squadron), známá pod přezdívkou Dambusters, je peruť britského letectva Royal Air Force sídlící na základně RAF Marham v anglickém hrabství Norfolk.
Patří mezi nejznámější letecké útvary ozbrojených sil Spojeného království, proslavila se zejména v době druhé světové války operací Chastise, náletem na německé přehrady v Porúří v noci z 16. na 17. května 1943, specificky pro nějž byla původně 21. března téhož roku na základně RAF Scampton založena pod velením Guye Gibsona.
V současné době je první britskou jednotkou vybavenou stroji F-35B Lightning II a působí z paluby letadlové lodi HMS Queen Elizabeth.

## Historie

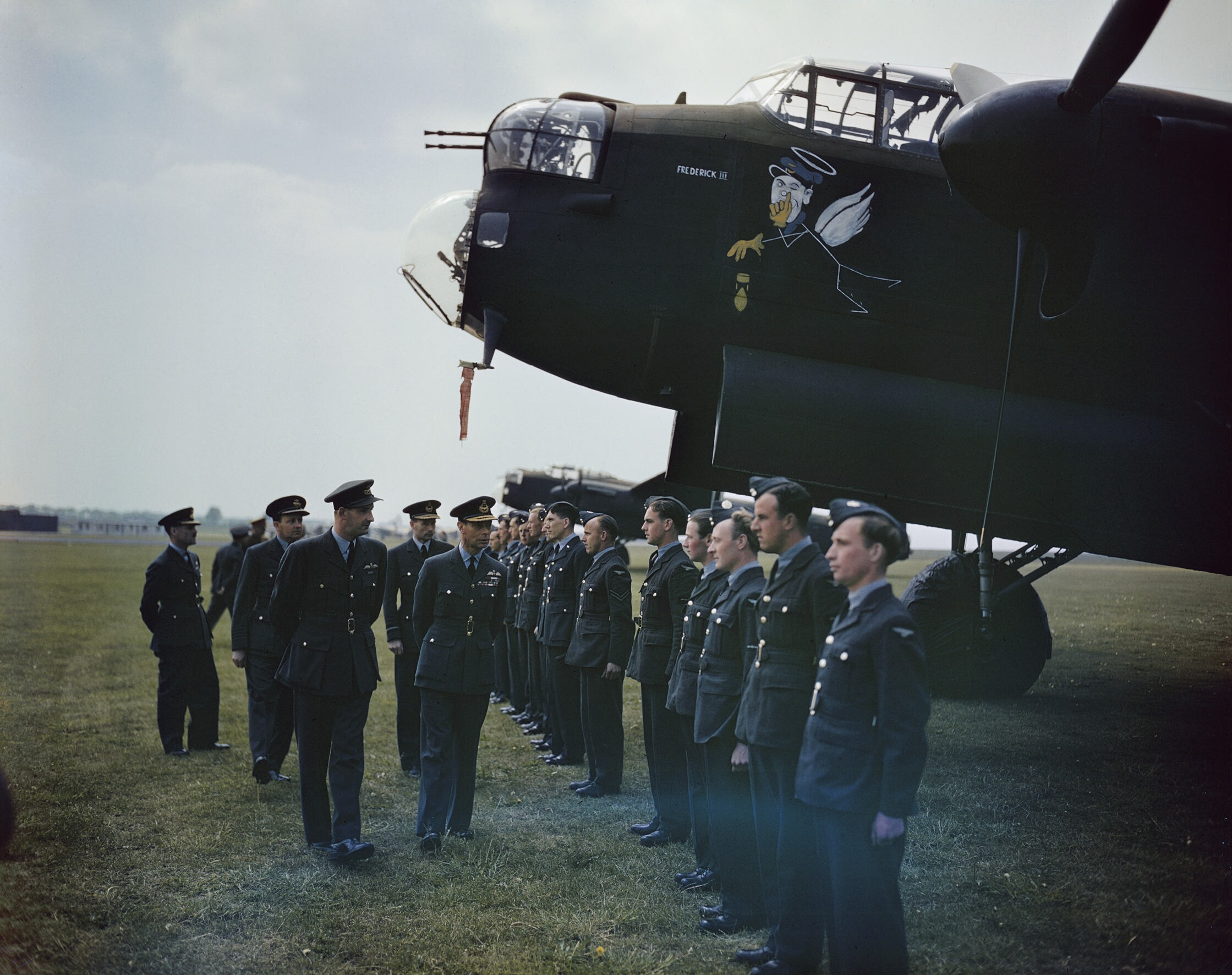
Návštěva krále Jiřího VI. u 617. peruti 27. května 1943.

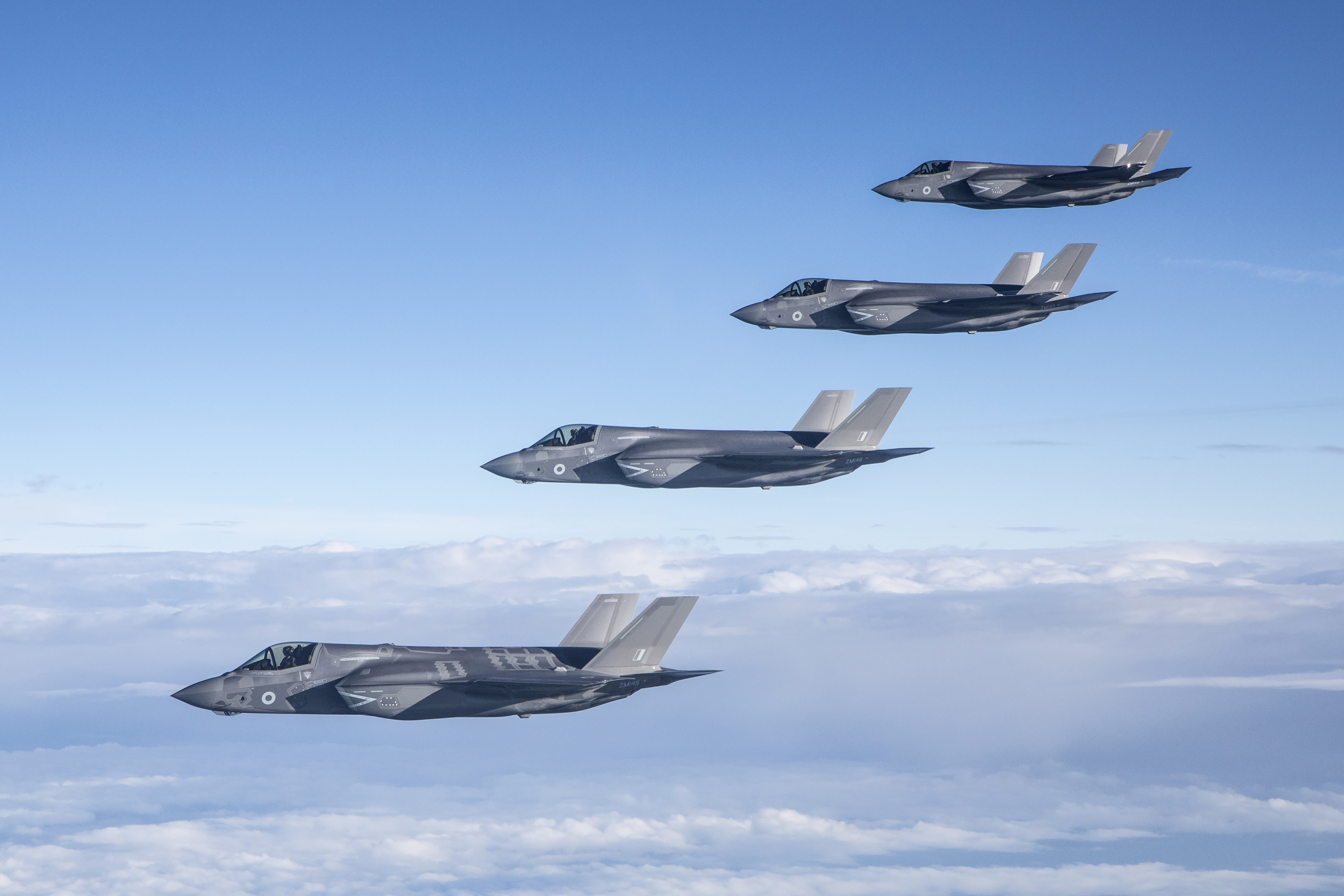
První čtveřice Lightningů II při přeletu do Británie.

Po svém útoku na porúrské přehrady peruť provedla řadu speciálních bombardovacích operací při nichž z bombardérů Lancaster svrhávala speciální pumy o vysoké hmotnosti, např. Tallboy o 5 448 kg, s nimiž  se podílela na operacích Crossbow, náletech na odpalovací zařízení nacistických speciálních zbraní, např. baterii dalekonosných děl V-3 v Mimoyecques a Catechism, potopení bitevní lodi Tirpitz, a později také Grand Slam o hmotnosti 9 988 kg. V průběhu druhé světové války uskutečnila 1 599 operací v nichž ztratila 32 strojů.
Po válce byla peruť v září 1946 přezbrojena na typ Lincoln a v roce 1952 obdržela proudové bombardéry Canberra, s nimiž byla v roce 1955 krátce nasazena na území Malajska v boji proti komunistickým guerillám. Po svém návratu na Britské ostrovy byla v prosinci téhož roku deaktivována a 1. května 1958 obnovena jako jednotka provozující strategické bombardéry Vulcan. Těmi byla vybavena až do své deaktivace 31. prosince 1981, ale již následující rok byla peruť, již na své nynější základně Marham, reaktivována s víceúčelovými taktickými stroji Tornado GR.1. 
S nimi se zúčastnila války v Zálivu a později ze základen v Turecku, Kuvajtu a Saúdské Arábii střežení bezletových zón ve vzdušném prostoru Iráku. Později se se stroji Tornado GR.4 zapojila do 
válek v Iráku, v Afghánistánu a v roce 2011 do mezinárodní intervence v Libyi. V březnu 2014 byla jednotka deaktivována, v rámci postupného vyřazování strojů Tornado ze služby u RAF.
V dubnu roku 2018 byl útvar obnoven se stroji kategorie V/STOL Lightning II, s nimiž v červnu 2019 začal ze základny RAF Akrotiri na Kypru podnikat ozbrojené hlídkové lety nad územím Sýrie a v červnu 2021 se zapojil do bojových akcí proti Islámskému státu z paluby letadlové lodi HMS Queen Elizabeth.

## Užívaná letadla

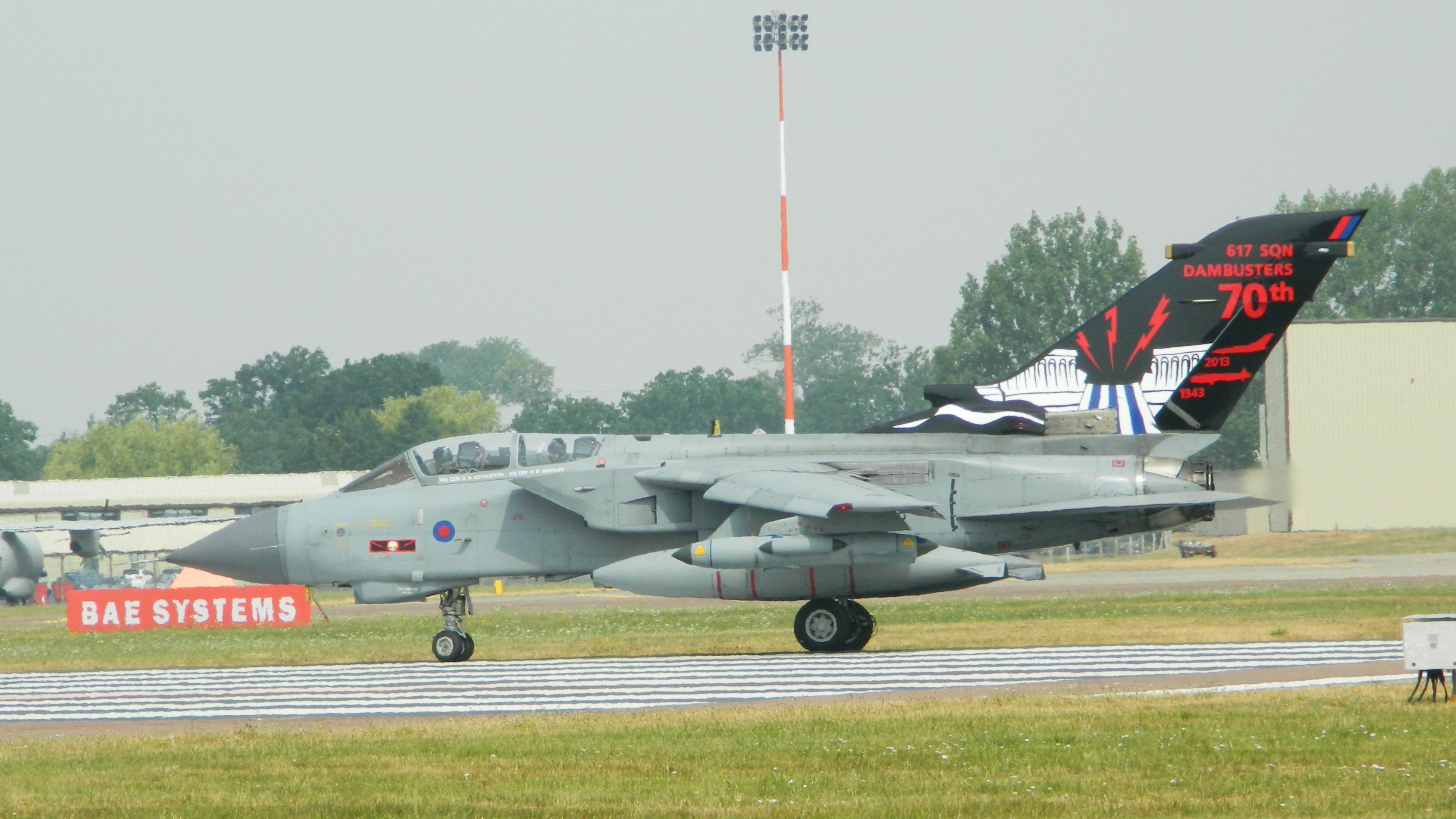
Tornado GR.4 s výzdobou SOP připomínající 70 let od operace Chastise

| Od          | Do            | Typ                          | Varianta          |
| ----------- | ------------- | ---------------------------- | ----------------- |
| březen 1943 | červen 1945   | Avro Lancaster               | B.I/III (Special) |
| březen 1944 | březen 1945   | de Havilland Mosquito        | B.XVI             |
| červen 1945 | září 1946     | Avro Lancaster               | B.VII (FE)        |
| září 1946   | leden 1952    | Avro Lincoln                 | B.2               |
| leden 1952  | duben 1955    | English Electric Canberra    | B.2               |
| únor 1955   | prosinec 1955 | English Electric Canberra    | B.6               |
| květen 1958 | červenec 1961 | Avro Vulcan                  | B.1/B.1A          |
| září 1961   | prosinec 1981 | Avro Vulcan                  | B.2/B.2A          |
| leden 1983  | leden 2014    | Panavia Tornado              | GR.1/GR.1B/GR.4   |
| duben 2018  | dosud         | Lockheed Martin Lightning II |                   |